# Iphiclus
Iphiclus é um género de coleópteros da família Erotylidae.